# Catherine McNeil
Catherine McNeil (ur. 20 marca 1989) – australijska supermodelka.
Catherine na wybiegu zadebiutowała w Sydney na początku 2007 roku. Jeszcze w tym samym roku przebiła się na rynek międzynarodowy, gdzie podpisała kontrakty z agencjami w światowych stolicach mody: Nowym Jorku, Mediolanie, Londynie, Paryżu i Barcelonie. Od 2007 roku uczestniczy w pokazach najwybitniejszych projektantów i domów mody, jak: Chanel, Christian Dior, Christian Lacroix, Givenchy, Balenciaga, Jean-Paul Gaultier, Fendi, Miu Miu, Stella McCartney, Versace, Diane Von Furstenberg, Donna Karan, Valentino, Maxmara, Viktor & Rolf i Zac Posen. Ozdabiała okładki międzynarodowych edycji: Vogue, Numero i Harper’s Bazaar. Brała udział w kampaniach reklamowych następujących marek: Diesel, Dolce & Gabbana, Hermès, Hugo Boss, Jean-Paul Gaultier, Sportsgirl oraz Versace. W latach 2008 i 2010 jej zdjęcia pojawiły się w kalendarzu firmy Pirelli.